# Erudición

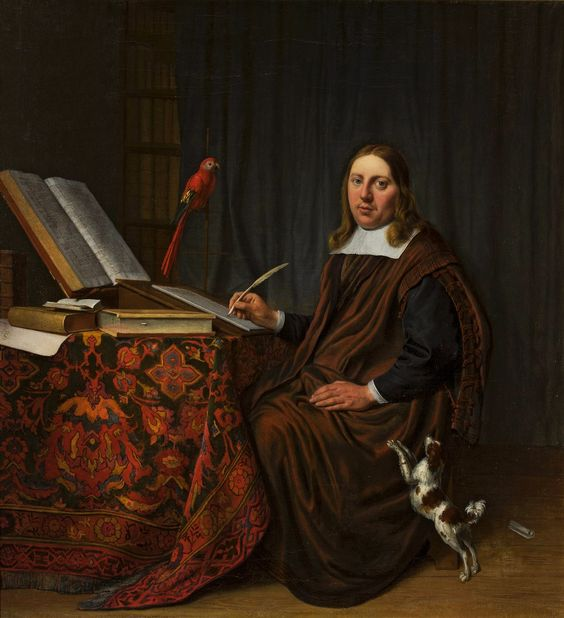
Retrato de un hombre escribiendo en una mesa, por Hendrik Martenszoon Sorgh.
El sujeto es probablemente un predicador y teólogo protestante, con la Biblia abierta sobre la mesa. Su perro representa fidelidad, vigilancia y regularidad en la investigación; mientras que el loro representa erudición y elocuencia.

La erudición (del latín eruditio, -ōnis) es un saber profundo en un tipo de conocimiento, y, especialmente, en los referentes a disciplinas literarias e históricas. Una persona que tiene erudición se denomina erudita.
Doctor, ilustrado e instruido son sinónimos de erudito. La expresión erudito a la violeta se refiere a aquellas personas que tienen una cultura superficial.

## Significado
La erudición es la profundidad, el pulido y la amplitud que confiere la educación. La palabra latina educāre significa sacar o entrenar; de ahí que una persona educada haya llegado a pensar de manera crítica y lógica. Una persona erudita tiene una familiaridad amplia y profunda con temas generales y, por lo general, tiene conocimientos sobre un tema en particular, en virtud del estudio y la lectura extensa de la literatura del tema.
Por ejemplo, un jurista es erudito y conoce la ley de manera íntima y completa. Así, un jurista erudito tiene un conocimiento profundo y específico del derecho y un conocimiento amplio en la forma del contexto social e histórico del derecho; un jurista erudito puede conocer además las leyes de otras culturas. La erudición en una obra literaria incorpora conocimientos y percepciones que abarcan muchos campos diferentes. Cuando estos eruditos universales también están a la vanguardia de varios campos, a veces se les llama polihistoriadores.
El poeta italiano Giacomo Leopardi era erudito: leyó y estudió los clásicos y se vio profundamente influido por muchos filósofos. Otros escritores eruditos son el romano Varrón, el ensayista inglés Thomas Browne y el ensayista francés Michel de Montaigne.
En latín, eruditus significa ilustrado o cultivado. La iluminación proviene de la comprensión y no solo del aprendizaje.

## Iconología
A la erudición se la representa como una figura de rostro severo. En una mano tiene un libro y con la otra sostiene una vara, símbolo de la autoridad que ejerce y del derecho que tiene de examinar las obras, corregirlas e interpretarlas. A sus lados, tiene algunos rollos de papeles e imágenes de los dioses que indican pertenecer a ella el conocimiento de la Fábula. Se ven también a sus pies algunos bajorrelieves, inscripciones, jeroglíficos y cuernos llenos de monedas antiguas, medallas, etc., pues el conocimiento de todas estas cosas forma parte de la erudición y sirve para aclarar la historia.